# Liste der Monuments historiques in Ban-sur-Meurthe-Clefcy
Die Liste der Monuments historiques in Ban-sur-Meurthe-Clefcy führt die Monuments historiques in der französischen Gemeinde Ban-sur-Meurthe-Clefcy auf.

## Liste der Immobilien
| Bezeichnung       | Beschreibung                                                                                         | Standort                                | Kennzeichnung | Schutzstatus | Datum | Bild           |
| ----------------- | --- | --------------------------------------- | ------------- | ------------ | ----- | -------------- |
| Sägewerk Lançoir  | nach 1817 erbaut, 1963 stillgelegt; einschließlich der Wasserführung und der technischen Ausstattung | nordwestlich von le Grand Valtin (Lage) | PA88000003    | Classé       | 1997  | weitere Bilder |
| Kapelle St-Hubert | 1715 erbaut                                                                                          | Clefcy, südöstlich des Ortes (Lage)     | PA00125542    | Inscrit      | 1993  | weitere Bilder |

## Liste der Objekte
| Bezeichnung                            | Beschreibung                                                                            | Standort                                | Kennzeichnung | Schutzstatus | Datum | Bild |
| -------------------------------------- | --------------------------------------------------------------------------------------- | --------------------------------------- | ------------- | ------------ | ----- | ---- |
| Skulptur eines heiligen Bischofs       | Holz, farbig gefasst, Anfang des 18. Jahrhunderts                                       | Clefcy, in der Kapelle St-Hubert (Lage) | PM88000146    | Classé       | 1965  |      |
| Kanzel                                 | Holz, 17. und 18. Jahrhundert                                                           | Clefcy, in der Kirche Ste-Agathe (Lage) | PM88001040    | Classé       | 1991  |      |
| Relief Das Hubertuswunder              | Stein, 17. Jahrhundert                                                                  | Clefcy, in der Kapelle St-Hubert (Lage) | PM88000144    | Classé       | 1965  |      |
| Zwei Evangelistenskulpturen            | Holz, farbig gefasst, 18. Jahrhundert                                                   | Clefcy, in der Kapelle St-Hubert (Lage) | PM88000148    | Classé       | 1965  |      |
| Linker Seitenaltar                     | Altartisch und Retabel; Holz, farbig gefasst, erste Hälfte des 19. Jahrhunderts         | Clefcy, in der Kirche Ste-Agathe (Lage) | PM88001038    | Classé       | 1991  |      |
| Rechter Seitenaltar                    | Altartisch und Retabel; Holz, farbig gefasst, Ende des 18. Jahrhunderts                 | Clefcy, in der Kirche Ste-Agathe (Lage) | PM88001039    | Classé       | 1991  |      |
| Gemälde Verklärung der heiligen Agatha | Ölfarbe auf Leinwand, vergoldeter Holzrahmen, Ende des 18. Jahrhunderts                 | Clefcy, in der Kirche Ste-Agathe (Lage) | PM88001041    | Classé       | 1991  |      |
| Sechs Heiligenskulpturen               | Holz, farbig gefasst, Anfang des 18. Jahrhunderts                                       | Clefcy, in der Kapelle St-Hubert (Lage) | PM88000147    | Classé       | 1965  |      |
| Altarausstattung                       |                                                                                         | Clefcy, in der Kirche Ste-Agathe (Lage) | PM88001969    | Inscrit      | 1988  |      |
| Altar                                  | Altartisch und Retabel; Holz, farbig gefasst und vergoldet, Anfang des 18. Jahrhunderts | Clefcy, in der Kapelle St-Hubert (Lage) | PM88000142    | Classé       | 1965  |      |
| Skulptur Madonna mit Kind              | Holz, farbig gefasst, 1710                                                              | Clefcy, in der Kapelle St-Hubert (Lage) | PM88000143    | Classé       | 1965  |      |
| Skulptur Heiliger Gangolf              | Holz, farbig gefasst, Anfang des 18. Jahrhunderts                                       | Clefcy, in der Kapelle St-Hubert (Lage) | PM88000145    | Classé       | 1965  |      |